# مجموعه کلیسای آختالایی
مجموعه کلیسای آختالایی (ارمنی: Ախթալայի եկեղեցական համալիր) یک کلیسا متعلق به کلیسای حواری ارمنی واقع در شهر آختالا، استان لوری ارمنستان می‌باشد. ساخت و ساز این ساختمان در سده ۱۳ام میلادی؛ به پایان رسید. این بنا به سبک معماری ارمنی طراحی شده است.